# Sally Kirkland
Sally Kirkland (New York, 1941. október 31. –) Golden Globe-díjas amerikai színésznő, aktivista. Karrierje kezdetén az underground műfajban tevékenykedett, egyetlen ismert filmje az Anna, amiben egy cseh színésznőt játszott, aki elveszti népszerűségét.

## Élete és pályafutása
Kirkland 1941-ben született New Yorkban, édesanyja, szintén Sally Kirkland (leánykori nevén Sarah Phinney) a Vogue és a LIFE magazin szerkesztője volt, édesapja, Frederic McMichael Kirkland pedig a nehézfémiparban volt kereskedő. Kirkland modellkedett, majd az Off-Broadwayen kezdte színészi pályafutását Lee Strasberg tanítványaként. Az underground kultúrába merült, ahol többek között Andy Warhollal is együtt dolgozott mint a The 13 Beautiful Women 1964-ben vagy a Coming Apart (1969) című filmekben.
Feltűnést 1968-ban a Sweet Eros című színdarabban keltett, amiben negyvenöt percen át egy székhez volt kötözve meztelenül. Habár Kirkland főleg alacsony költségvetésű filmekben szerepelt, a hetvenes években hozzájutott egy-két apróbb filmszerephez, mint A nagy bukás, az Ilyenek voltunk, a Csillag születik című filmek, valamint az 1980-as Benjamin közlegény című vígjáték a főszerepben Goldie Hawnnal. Kirkland vendégszerepelt a Kojak, a Petrocelli, a Starsky és Hutch és a Charlie angyalai című televíziós sorozatokban is. 
Kirkland legjelentősebb filmszerepe a címszereplő Anna volt 1987-ben, amiben egy cseh színésznőt alakít, akinek barátnője ellopja az életét. Színjátékáért Golden Globe-díjat nyert és Oscar-díjra is jelölték. 1989-ben Catherine Wade-et formálta meg a Riválisok című sportfilmben. 1991-ben megkapta Janet Smurl szerepét az Átkozottak otthona című tévéfilmben, amivel újra Golden Globe-ra jelölték. 1994-ben visszatérő szerepe volt a Valley of the Dolls című televíziós sorozatban. 1999-ben két televíziós sorozatban is látható volt: az Ármány és szenvedélyben valamint a Felicityben. 
2010-ben állandó szerepe volt az Agency című televíziós sorozatban, majd vendégszerepelt a Gyilkos elmékben is. 2017-ben Melissa Leóval és Peter Fondával volt együtt látható a The Most Hated Woman in America című produkcióban.   

### Magánélete
Kirkland a hatvanas években követője lett a neoavantgárd mozgalmaknak és drogot is használt. Egy öngyilkossági kísérlet után azonban eltávolodott a drogoktól, és a jóga meg a festés felé fordult. Kirkland a spirituális utat követi, workshopokat tart, ahol segít az emberekben rejlő potenciált megtalálni és aktív tagja a new age mozgalmaknak, amelyek a világbékét hirdetik.
Kirklandnek viszonya volt Bob Dylannel. A színésznő állítása szerint együtt voltak 1975-ben és 1976-ban, majd kétszer visszatértek egymáshoz a nyolcvanas évek végén és a kilencvenes években. 
Kirkland kétszer ment férjhez. Első házassága Michael Jarrett-tel csupán egy évig tartott. Második férje Mark Herbert, akitől 1985-ben vált el. Kirkland randevúzott még Keith Hernandez profi baseballjátékossal 1992-ben.

## Filmográfia

### Színpadi szereplések
| Év   | Cím                                   | Szerep                         | Színház                       |
| ---- | ------------------------------------- | ------------------------------ | ----------------------------- |
| 1962 | Step on a Crack                       | Cathy Hurlbird/Little Margaret | Ethel Barrymore Theatre       |
| 1963 | Bicycle Ride to Nevada                | Lucha Moreno                   | Cort Theatre                  |
| 1963 | The Love Nest                         | Cindy Sweetspent               | Writers Stage Theatre         |
| 1963 | Room Service                          | n.a                            | Master Theatre                |
| 1966 | Fitz/Biscuit                          | Fitz                           | Circle in the Square Downtown |
| 1968 | Tom Paine                             | Gin Seller és egyéb szerepek   | Stage 73                      |
| 1968 | Futz!                                 | narrátor                       | Lucille Lortel Theatre        |
| 1968 | Sweet Eros/Witness                    | Miss Presson/a lány            | Gramercy Arts Theatre         |
| 1970 | One Night Stands of a Noisy Passenger | fiatal lány                    | Actors' Playhouse             |
| 1971 | The Justice Box                       | n.a                            | Lucille Lortel Theatre        |
| 1971 | Where Has Tommy Flowers Gone?         | Nedda Lemon                    | Eastside Playhouse            |
| 1986 | Largo Desolato                        | Zuzana                         | Joseph Papp Public Theater    |
| 1987 | Women Beware Women                    | Livia                          | Playhouse 91                  |
| 1990 | Grotesque Love Songs                  | Louise                         | WPA Theatre                   |

### Filmek
| Év   | Cím                                           | Szerep                     | Magyar hangja |
| ---- | --------------------------------------------- | -------------------------- | --- |
| 1960 | Crack in the Mirror                           | apró szerep                | (nincs a stáblistán) |
| 1961 | Hey, Let's Twist!                             | táncos                     | (nincs a stáblistán) |
| 1964 | The 13 Most Beautiful Women                   | gyönyörű nő                | |
| 1968 | Blue                                          | Sarah Lambert              | |
| 1969 | Coming Apart                                  | Joann                      | |
| 1969 | Futz                                          | Merry Lee                  | |
| 1970 | Brand X                                       | az elnök felesége          | |
| 1971 | Jump                                          | Lou                        | (nincs a stáblistán) |
| 1971 | Going Home                                    | Ann Graham                 | |
| 1973 | Szerelmes Blume                               | partivendég                | (nincs a stáblistán) |
| 1973 | The Young Nurses                              | nő a klinikán              | |
| 1973 | Ilyenek voltunk                               | Pony Dunbar                | n.a |
| 1973 | Kimenő éjfélig                                | szapora hölgy              | n.a |
| 1973 | A nagy balhé                                  | Crystal                    | 1. magyar változat: Bessenyei Emma 2. magyar változat: Kiss Virág                                                       |
| 1974 | Fényes nyergek                                | pénztáros                  | (nincs a stáblistán) |
| 1974 | Keresztmama                                   | Barney barátnője           | n.a |
| 1974 | Candy Stripe Nurses                           | feleség a klinikán         | |
| 1975 | The Noah                                      | Friday-Anne                | |
| 1975 | Lóverseny winchesterre és musztángokra        | Honey                      | n.a |
| 1975 | The Kansas City Massacre                      | Wilma Floyd                | |
| 1975 | Death Scream                                  | Mary                       | |
| 1975 | Bad Blues Girls                               | Ella Mae                   | n.a |
| 1975 | Breakheart-szoros                             | Jane-Marie                 | n.a |
| 1976 | Griffin és Phoenix                            | Jody                       | n.a |
| 1976 | Pipe Dreams                                   | Two Street Betty           | |
| 1976 | Tracks                                        | vonatutas                  | |
| 1976 | Csillag születik                              | fényképész                 | n.a |
| 1977 | Stonestreet: Who Killed the Centerfold Model? | Della Bianco               | |
| 1979 | Hometown U.S.A.                               | Gwen                       | |
| 1979 | La ilegal                                     | Don Tony barátnője         | |
| 1980 | Willow B: Women in Prison                     | Kate Stewart               | |
| 1980 | Benjamin közlegény                            | Helga                      | n.a |
| 1980 | Follow That Car                               | Vivian Stark               | |
| 1981 | Csökke-nő                                     | pénztáros                  | n.a |
| 1982 | Human Highway                                 | Kathryn                    | |
| 1982 | Double Exposure                               | kerítőnő                   | |
| 1982 | Flush                                         | Janet                      | |
| 1983 | Love Letters                                  | második hippi              | |
| 1984 | Summer                                        | anya                       | |
| 1984 | Fatal Games                                   | Diane Paine                | |
| 1987 | Anna                                          | Anna                       | n.a |
| 1987 | Talking Walls                                 | kerítőnő                   | |
| 1988 | White Hot                                     | Harriet                    | |
| 1989 | Piti csempészek                               | Maureen                    | n.a |
| 1989 | Őrült rajongás                                | Marion Easton              | n.a |
| 1989 | Death Strip                                   | Bambi/Melanie Rose         | |
| 1989 | Riválisok                                     | Catherine Wade             | 1. magyar változat: Andresz Kati 2. magyar változat: Spilák Klára 3. magyar változat: Orosz Anna                        |
| 1990 | Két gonosz szem                               | Eleonora                   | n.a |
| 1990 | Revans                                        | rocksztár                  | Détár Enikő |
| 1990 | Hőhullám                                      | Mrs. Canfield              | Menszátor Magdolna |
| 1990 | Steel Magnolias                               | Truvy Jones                | |
| 1990 | Telitalálat!                                  | Willie                     | 1. magyar változat: Menszátor Magdolna 2. magyar változat: Frajt Edit                                                   |
| 1990 | Largo Desolato                                | Suzana                     | |
| 1991 | Átkozottak otthona                            | Janet Smurl                | Menszátor Magdolna |
| 1991 | JFK – A nyitott dosszié                       | Rose Cheramie              | Farkasinszky Edit |
| 1992 | Izzó szenvedélyek                             | Lee Adams                  | n.a |
| 1992 | A játékos                                     | önmaga                     | n.a |
| 1992 | Forever                                       | Angelica                   | |
| 1992 | A hollandus                                   | Emma Flegenheimer          | Zsolnai Júlia |
| 1992 | Primary Motive                                | Helen Poulas               | |
| 1992 | Kétszeres kockázat                            | Phyllis Camden nyomozó     | Menszátor Magdolna |
| 1992 | Double Threat                                 | Monica Martel              | |
| 1992 | The Bulkin Trail                              | Selma Bulkin               | |
| 1992 | A riporter                                    | Joan Pezanasky             | Szilvássy Annamária |
| 1993 | The Woman Who Loved Elvis                     | Sandee Sloop               | |
| 1993 | Az idegen tekintete                           | Lori                       | 1. magyar változat: Menszátor Magdolna 2. magyar változat: Illyés Mari                                                  |
| 1993 | Fenegyerekek                                  | Bennett                    | 1. magyar változat (1993): Borbás Gabi 2. magyar változat: Menszátor Magdolna 3. magyar változat (2004): Ullmann Zsuzsa |
| 1993 | Double Deception                              | Anita Cortez               | |
| 1993 | Paper Hearts                                  | Jenny                      | |
| 1995 | Árnyékgyilkos                                 | Danielle Roberts           | Hegyi Barbara |
| 1997 | Amnézia                                       | Charlene Hunt              | n.a |
| 1997 | Segítség, elraboltam magam!                   | Louise                     | n.a |
| 1997 | A Westing-játszma                             | Sydelle Pulaski            | n.a |
| 1997 | Szellem pajtás                                | anyaszellem                | n.a |
| 1998 | Wilburi vízesés                               | Roberta Devereaux          | n.a |
| 1998 | Szép új világ                                 | Linda                      | n.a |
| 1998 | Paranoia                                      | Dr. Kurtzwell              | |
| 1998 | The Island                                    | Marilyn Monroe             | |
| 1999 | Ed TV                                         | Jeanette                   | Szabó Éva |
| 1999 | Fesd újra, Van Gogh!                          | Brook Murphy detektív      | n.a |
| 2000 | Another Woman's Husband                       | Roxie                      | |
| 2000 | The Boys Behind the Desk                      | ?                          | |
| 2001 | Körzet                                        | pénztáros                  | n.a |
| 2001 | Eltemetett bűnök                              | Elizabeth Malby            | n.a |
| 2001 | Őszi utazás                                   | Katherine St. Croix        | n.a |
| 2001 | Wish You Were Dead                            | Penelope Wilson            | |
| 2001 | Thank You, Good Night!                        | Doreen                     | |
| 2002 | Deranged                                      | Helen                      | |
| 2002 | Farkaskaland                                  | Rose Handy                 | n.a |
| 2002 | Egyszer vagy fiatal                           | Sylvie Tucker              | n.a |
| 2003 | A minden6ó                                    | Anita Mann                 | n.a |
| 2004 | Mango Kiss                                    | Emilia                     | |
| 2004 | Bloodlines                                    | Joyce                      | |
| 2005 | Neo Ned                                       | Shelly Nelson              | |
| 2005 | Adam & Steve                                  | Mary                       | |
| 2005 | What's Up, Scarlet?                           | Ruth Zabrinski             | |
| 2005 | Chandler Hall                                 | Sally                      | |
| 2006 | Off the Black                                 | Marianne Reynolds          | |
| 2006 | Hollywood Dreams                              | Minster at Wedding         | |
| 2006 | Courts mais GAY: Tome 11                      | Rachel                     | |
| 2006 | A-List                                        | Olga                       | |
| 2006 | Fingerprints                                  | Mary                       | |
| 2006 | Coffee Date                                   | Mrs. Muller                | |
| 2006 | Mothers and Daughters                         | Nana                       | |
| 2006 | Hullócsillag                                  | Sedgwick nagymama          | (nincs a stáblistán) |
| 2007 | Richard III                                   | Margaret királynő          | |
| 2007 | Elveszett lélek                               | Lois                       | n.a |
| 2007 | Kegyenc fegyenc                               | Madame Foreman             | Bókai Mária |
| 2007 | Spiritual Warriors                            | Realtor                    | |
| 2008 | Oak Hill                                      | Elizabeth St. James        | |
| 2009 | Bald                                          | Mrs. Elise Stern           | |
| 2009 | Remembering Nigel                             | önmaga                     | |
| 2010 | House Under Siege                             | Pat Mazur                  | |
| 2010 | Urgency                                       | közvetítő                  | |
| 2010 | Lights Out                                    | Rose                       | |
| 2011 | The Last Gamble                               | Sally                      | |
| 2011 | A Bag of Hammers                              | idős zsidó hölgy           | |
| 2011 | The Wayshower                                 | Jeena                      | |
| 2011 | The Wishmakers of Hollywood                   | Mary                       | |
| 2011 | Division III: Football's Finest               | Crystal Vice               | |
| 2011 | Jack the Reaper                               | Harold dadusa              | |
| 2011 | Actors Anonymous                              | önmaga                     | |
| 2012 | Archaeology of a Woman                        | Margaret                   | |
| 2012 | Broken Roads                                  | Mrs. Wallace               | |
| 2013 | Awakened                                      | Harriet Bendi              | |
| 2013 | The Visitor from Planet Omicron               | Jen                        | |
| 2014 | Ron and Laura Take Back America               | Sally                      | |
| 2014 | The Bride from Vegas                          | Suzy                       | |
| 2014 | Suburban Gothic                               | Virginia                   | |
| 2014 | All I Want for Christmas                      | Gwen                       | |
| 2015 | Remembering Nigel                             | ?                          | |
| 2015 | Buddy Hutchins                                | Bertha                     | |
| 2016 | The Code of Cain                              | Elisabeth                  | |
| 2016 | Courting Des Moines                           | Maxine Jackson államtitkár | |
| 2016 | Trash Fire                                    | Florence                   | |
| 2016 | Buddy Solitaire                               | Hanna                      | |
| 2016 | Nerdland                                      | idősebb hölgy hangja       | |
| 2017 | The Most Hated Woman in America               | Lena                       | |
| 2017 | Price for Freedom                             | Francine Wayne             | |
| 2017 | Gnaw                                          | Claudette                  | |
| 2018 | Get Married or Die                            | Margaret                   | |
| 2018 | The Second Coming of Christ                   | Stella                     | |
| 2018 | Los Angeles Overnight                         | Mrs. Chantilly             | |
| 2018 | Wally Got Wasted                              | Marilyn Tuttlebaum         | |
| 2018 | Paint It Red                                  | Adele                      | |
| 2018 | Making a Killing                              | Dolores Pernivue           | |
| 2018 | Sarah Q                                       | Helena                     | |
| 2019 | Cuck                                          | anya                       | |
| 2019 | Acceleration                                  | Betty                      | |
| 2020 | Invincible                                    | Dr. Quade                  | |
| 2020 | Hope for the Holidays                         | Georgia                    | |
| 2020 | Magic Max                                     | Elaine Hart                | |
| 2020 | Canaan Land                                   | a talkshow vendége         | |
| 2021 | The Final Code                                | Dr Holly                   | |
| 2021 | The Magic                                     | Rose Buchanan              | |
| 2021 | The Legend of Resurrection Mary               | Lois                       | |
| 2022 | The Walk                                      | Mrs Kelley                 | |
| 2022 | Murder, Anyone?                               | Nancy                      | |
| 2022 | Bobcat Moretti                                | Helene Moretti             | |
| 2023 | Drukkernénik                                  | Ida                        | |
| 2023 | All of It Happened on a Thursday              | Scarlett Wilkinson         | |
| 2023 | The New Hands                                 | May                        | |

### Televíziós sorozatok
| Év      | Cím                                               | Szerep (zárójelben az évad (S) és/vagy epizód (E) száma)      |
| ------- | ------------------------------------------------- | ------------------------------------------------------------- |
| 1965    | New York Television Theatre                       | Barbara Fiers (?)                                             |
| 1973    | Hawaii Five-O                                     | Betty Rowan (S6E06)                                           |
| 1973    | Police Story                                      | Artie barátnője (S1E09)                                       |
| 1974    | Toma                                              | Rita (S1E14)                                                  |
| 1974–78 | Kojak                                             | 1974: Gloria (S1E10) 1978: Shirley (S5E19)                    |
| 1975    | Bronk                                             | Haley rendőr (S1E1) Billie (S1E06)                            |
| 1975    | Petrocelli                                        | Joan Arnold (S2E11)                                           |
| 1976    | Baretta                                           | Rita (S2E14)                                                  |
| 1976    | The Rookies                                       | Carol Brenner (S4E19)                                         |
| 1976    | Captains and the Kings                            | Aggie (S1E08)                                                 |
| 1977    | Three's Company                                   | Sally (S2E02)                                                 |
| 1978    | Starsky és Hutch                                  | Greta Wren/Dora Pruitt (S4E04)                                |
| 1978    | The Incredible Hulk                               | Margaret Hollinger (S2E05)                                    |
| 1978–82 | Lou Grant                                         | 1978: Dr. Eilene Peterson (S2E08) 1982: Vicky Doppler (S5E18) |
| 1979    | Visions                                           | Yvette (?)                                                    |
| 1979    | Supertrain                                        | Katherine Sully (S1E06)                                       |
| 1979–81 | Charlie angyalai                                  | 1979: Lonnie (S4E06) 1981: Laurie Archer (S5E09)              |
| 1982    | General Hospital                                  | Brenda (?)                                                    |
| 1982    | Insight                                           | Ruth (?)                                                      |
| 1983    | Falcon Crest                                      | Ella (S3E08 és E11)                                           |
| 1989    | Trying Times                                      | Agripina Gravanescu-Smith (S2E03)                             |
| 1992    | Ray Bradbury színháza                             | Mary Morris (S5E02)                                           |
| 1992    | A sárkány törvénye                                | Flori (S2E13)                                                 |
| 1992–93 | Roseanne                                          | Barbara Healy (S5E12 és E19)                                  |
| 1993    | Jack's Place                                      | Peg (S2E07)                                                   |
| 1994    | Valley of the Dolls                               | Helen Lawson                                                  |
| 1994    | Festménymesék                                     | Blossom (S1E05)                                               |
| 1995    | Gyilkos sorok                                     | Evelyn Colby (S11E12)                                         |
| 1996    | Parti nyomozók                                    | Matilda (S2E12)                                               |
| 1996    | Goode Behavior                                    | Molly (S1E11)                                                 |
| 1996    | A dadus                                           | tetováltató (S4E09)                                           |
| 1997    | Women: Stories of Passion                         | Annie (S2E02)                                                 |
| 1997    | Kiéhezve                                          | Mrs. Garington (S1E05)                                        |
| 1999    | Ármány és szenvedély                              | Tracey Simpson                                                |
| 1999    | Chicken Soup for the Soul                         | Wanda (?)                                                     |
| 1999    | Felicity                                          | Annie Sherman professzor (S2E03, E05, E08 és E09)             |
| 1999    | Wasteland                                         | Dawnie édesanyja (S1E06)                                      |
| 2001    | Mrs. Klinika                                      | Stella Riggs, Peter anyja (S2E01)                             |
| 2001    | Latin pofonok                                     | Mrs. De La Vega (S2E09)                                       |
| 2005    | Élve vagy halva                                   | Sheila Beckwith (S1E05)                                       |
| 2008–09 | Head Case                                         | Dr. Goode anyja (S2E05 és S3E03)                              |
| 2010    | The Agency                                        | Max                                                           |
| 2010    | Gyilkos elmék                                     | May Walden (S6E08)                                            |
| 2011    | Paul Cruz: Latin Actor (A Mockuseries)            | önmaga (S1E01, E02 és E03 )                                   |
| 2013    | Bennington Gothique                               | Grand Wentworth hangja (?)                                    |
| 2014    | Theatre Fantastique                               | Louisa Mae (S1E03)                                            |
| 2015    | 40's and Failing                                  | Flora (?)                                                     |
| 2017    | Good Samaritans                                   | Olivia De Mills (S2E04)                                       |
| 2018    | Conversations in L.A.                             | Evelyn James (S2E07)                                          |
| 2021    | Nobody Wrote It Down: Tales of the Black Pioneers | Barrow anya                                                   |

## Fontosabb díjak és jelölések
| Cím                | Díj                                                                      | Eredmény |
| ------------------ | ------------------------------------------------------------------------ | -------- |
| Anna               | Golden Globe-díj a legjobb női főszereplőnek – filmdráma                 | Elnyerte |
| Anna               | Oscar-díj a legjobb női főszereplőnek                                    | Jelölve  |
| Átkozottak otthona | Golden Globe-díj a legjobb női főszereplőnek (minisorozat vagy tévéfilm) | Jelölve  |